# Bombardamento navale di Genova (1941)
Il bombardamento navale di Genova (nome in codice operazione Grog, in inglese operation Grog, conosciuto in Italia anche come beffa di Genova) ebbe luogo la mattina del 9 febbraio 1941 ad opera della Royal Navy.
Fu il secondo e ultimo attacco via mare che subì Genova dopo il bombardamento navale del 1940, avvenuto il 14 giugno di quell'anno. Anche se l'obiettivo principale era Genova, l'operazione militare britannica fu però più ampia e riguardò anche un leggero bombardamento aereo dei porti di Pisa, Livorno e La Spezia per mano degli aerosiluranti Fairey Swordfish imbarcati sulla portaerei HMS Ark Royal. Da quel giorno, fino alla fine del conflitto in Italia, la città subì altri pesanti attacchi, ma esclusivamente aerei.

## Premesse
Dopo la dichiarazione di guerra a Francia e Gran Bretagna, la penisola italiana subì una lunga serie di attacchi alleati, rivolti contro le sue città industrialmente più importanti, per tutta la durata della seconda guerra mondiale; nel corso del conflitto la città industriale di Genova fu pesantemente bombardata, soprattutto per la presenza di importanti cantieri navali e industrie metallurgiche. Un primo attacco via mare avvenne appena quattro giorni dopo la dichiarazione di guerra, da parte di una flotta francese alla guida dell'ammiraglio Émile Duplat, che bombardò via mare i poli industriali di Genova e Savona, causando però pochi danni.
Seguirono poi una serie di attacchi aerei nei mesi estivi del 1940, ma dopo la resa della Francia (24 giugno 1940) il compito di colpire i centri liguri e quelli di tutto il resto della penisola toccò alle forze aereo-navali britanniche. Nella logica di queste azioni di bombardamento, i comandi inglesi decisero un'azione di forza contro le coste della città di Genova.
Dopo la "notte di Taranto" dell'11-12 novembre 1940, in cui la flotta italiana era stata pesantemente danneggiata da un attacco di aerosiluranti britannici, la flotta rimanente venne spostata a Napoli, che il successivo 8 gennaio venne a sua volta bombardata. La corazzata Giulio Cesare venne lievemente danneggiata e fu trasferita il giorno dopo a Genova per le riparazioni e quindi, alla fine di gennaio del 1941, a La Spezia.
Poiché gran parte della flotta italiana era stata trasferita nelle basi del mar Tirreno, gli inglesi pensarono di bombardare una di tali basi per dare un segnale alla Regia Marina che neppure nell'alto mar Tirreno le navi italiane sarebbero state al sicuro. Venne scelto come obiettivo il porto di Genova, perché si riteneva che vi fossero in riparazione tre navi da battaglia: la già citata Giulio Cesare, la Duilio e la Littorio. In realtà vi era soltanto la seconda, pesantemente danneggiata nella "notte di Taranto", ma, anche dopo essere venuti a conoscenza di questo particolare, gli inglesi decisero di procedere con l'operazione.
Intanto il servizio segreto britannico era venuto a conoscenza che il 12 febbraio ci sarebbe stato, a Bordighera, un incontro fra Benito Mussolini e Francisco Franco, in cui il Duce avrebbe tentato di convincere Franco a entrare in guerra a fianco dell'Asse. Se la Spagna fosse entrata in guerra, Gibilterra sarebbe caduta e tutto il Mediterraneo sarebbe stato sotto il dominio dell'Asse. Per impedire a tutti i costi che il governo spagnolo facesse un tale passo, occorreva dimostrare la debolezza dell'Italia, incapace persino di proteggere le proprie coste. Quindi, su ordine diretto dello stesso Churchill, nel pomeriggio del 6 febbraio da Gibilterra fu fatta salpare la Forza H verso le coste liguri. Il bombardamento di Genova, progettato come operazione militare, divenne perciò una questione politica e per questo motivo doveva avvenire prima del 12 febbraio. Inoltre, voci raccolte dal servizio segreto inglese prospettavano un'ipotesi (rivelatasi poi falsa) di uno sbarco italiano nelle isole Baleari, che avrebbe comunque messo Gibilterra alla portata dei bombardieri a medio raggio dell'Asse.

## I primi movimenti
Il 2 febbraio 1941 Supermarina (l'alto comando navale italiano con sede a Roma) aveva posto in allarme la squadra che si trovava a La Spezia in conseguenza dei violenti bombardamenti cui era stato sottoposto il porto di Napoli. Intanto il 31 gennaio la Forza H, al comando dell'ammiraglio James Fownes Somerville, salpò da Gibilterra e lo stesso 2 febbraio, avvicinandosi alle coste occidentali sarde, alcuni aerei, partiti dalla portaerei HMS Ark Royal, attaccarono con siluri la diga del Tirso in Sardegna. La Ark Royal era equipaggiata all'epoca con 30 Fairey Swordfish, 12 Blackburn Skua, 12 Fairey Fulmar, appartenenti agli Squadrons 800, 807, 810 ed 820 della Fleet Air Arm, con l'807 dotato di bombardieri Blackburn Skua, l'810 e l'820 di bombardieri / siluranti Swordfish e l'807 di caccia / ricognitori Fairey Fulmar. L'intenzione degli inglesi era di dirigersi, la notte successiva, verso Genova, dove sarebbero dovuti arrivare il mattino dopo, ma il continuo peggioramento delle condizioni meteorologiche fino alla burrasca causò però notevoli ritardi alla navigazione. Resosi conto che, a causa del maltempo, le navi sarebbero giunte nei pressi di Genova solo nel pomeriggio (rischiando quindi di essere avvistate dalle pattuglie di ricognizione italiane,) l'ammiraglio Somerville fu costretto ad annullare l'operazione ed a rientrare a Gibilterra (non è comunque improbabile che si fosse trattato di una finta, in vista dell'imminente azione contro il capoluogo ligure).

La portaerei Ark Royal fotografata dalla HMS Malaya mentre si dirige verso Genova l'8 febbraio 1941

Una conseguenza delle avverse condizioni meteo fu una quantità rilevante di danni subiti dai cacciatorpediniere di scorta, che li costrinse a frettolose riparazioni a Gibilterra, necessarie per partecipare al nuovo attacco fissato per il 20 febbraio, data scelta per conseguire l'obiettivo politico della missione legato alla data dell'incontro tra Franco e Mussolini. Somerville non aveva molta scelta, essendo stato già accusato di scarsa intraprendenza contro la flotta italiana nella precedente battaglia di capo Teulada e sottoposto al giudizio di una commissione disciplinare; l'inchiesta lo scagionò, ma senza un limpido successo la sua carriera sarebbe stata compromessa. La forza H salpò di nuovo da Gibilterra il 6 febbraio, dirigendosi verso ponente come se dovesse uscire dal Mediterraneo; invertì poi la rotta di notte, al fine di confondere gli agenti italiani in osservazione ad Algeciras. Tuttavia Supermarina intuì la manovra e il 7 fece salpare da Messina la III divisione incrociatori (Trieste, Trento e Bolzano), diretta verso La Spezia, e il giorno 8 chiese che venissero intensificate le azioni di ricognizione per localizzare la squadra britannica.
Avute notizie che navi britanniche della Forza H provenienti da Gibilterra erano in avvicinamento verso le coste italiane, una forza navale comandata dall'ammiraglio Angelo Iachino e formata dalla Giulio Cesare, dall'Andrea Doria e dalla Vittorio Veneto, con la scorta della X e XIII Squadriglia, uscì in mare alla ricerca del nemico. La flotta doveva incontrarsi il mattino seguente, presso l'Asinara a 50 miglia a ponente di capo Testa, con gli incrociatori provenienti da Messina (con la scorta dei cacciatorpediniere della XI Squadriglia). Si era convinti che l'obiettivo degli inglesi fosse la Sardegna, dato il fallimento dell'azione nemica di pochi giorni prima; si pensava, infatti, ad una ripetizione dell'attacco contro la diga del Tirso. Un'altra ipotesi era quella di un lancio di aerei verso Malta, e anch'essa presupponeva la presenza della flotta britannica a sud della Sardegna, come emerso in una conversazione telefonica tra Iachino e Inigo Campioni (sotto-capo di stato maggiore della Marina) alle 17 del giorno 7; il compito della squadra italiana rimaneva quello di "attaccare il nemico, ma solo se in condizioni favorevoli" e rientrare in porto in mancanza di contatto per la mattina del 9. Secondo i ricordi di Iachino, anche l'ipotesi di Genova come bersaglio venne formulata, ma lasciata cadere "data la notte lunare e la posizione della flotta inglese a sud delle Baleari".
Gli avvistamenti aerei italiani del giorno 8 furono poco significativi, anche perché la ricognizione non venne predisposta a nord delle Baleari; pertanto, anche se venne segnalata la presenza di aerei da caccia in volo a sud delle Baleari e se ne dedusse la presenza della portaerei, non venne ipotizzata come possibile rotta della squadra da battaglia britannica l'alto Tirreno. Questa notizia fu quindi comunicata alla squadra italiana in navigazione, confermando la possibile presenza della Forza H a sud-ovest della Sardegna per il 9 mattina. Durante la notte fra l'8 e il 9 fu intercettato un forte traffico radiotelegrafico inglese, ma non fu possibile radiogoniometrarlo. Verso le 3 del mattino le due formazioni passarono a nord-ovest di Calvi (Corsica), a meno di 30 miglia di distanza senza avvistarsi, mentre la squadra inglese puntava indisturbata verso Genova. Stando invece al diario di guerra dell'Oberkommando der Marine (OKM – alto comando della marina) tedesco, sebbene i ricognitori italiani nella giornata dell'8 non fossero riusciti ad avvistare le navi britanniche, la flotta dell'ammiraglio Iachino fu inviata da Supermarina ad incrociare ad ovest della Sardegna nord-occidentale, con l'ordine di dirigere dapprima verso occidente e poi, tornando a nord, di portarsi nel canale tra la Corsica e la costa francese, a 100 miglia ad ovest di Capo Corso, nella posizione delimitata dalle coordinate 42°40′N 7°40′E. Tali coordinate sarebbero state comunicate da Supermarina al rappresentante della marina tedesca a Roma, ammiraglio Eberhard Weichold, e da questi trasmesse all'OKM, che le riportò nel diario di guerra.

### Ordine di battaglia
Dati presi da: e.
| Royal Navy | Royal Navy | Regia Marina | Regia Marina |
| ---------- | --- | ------------ | --- |

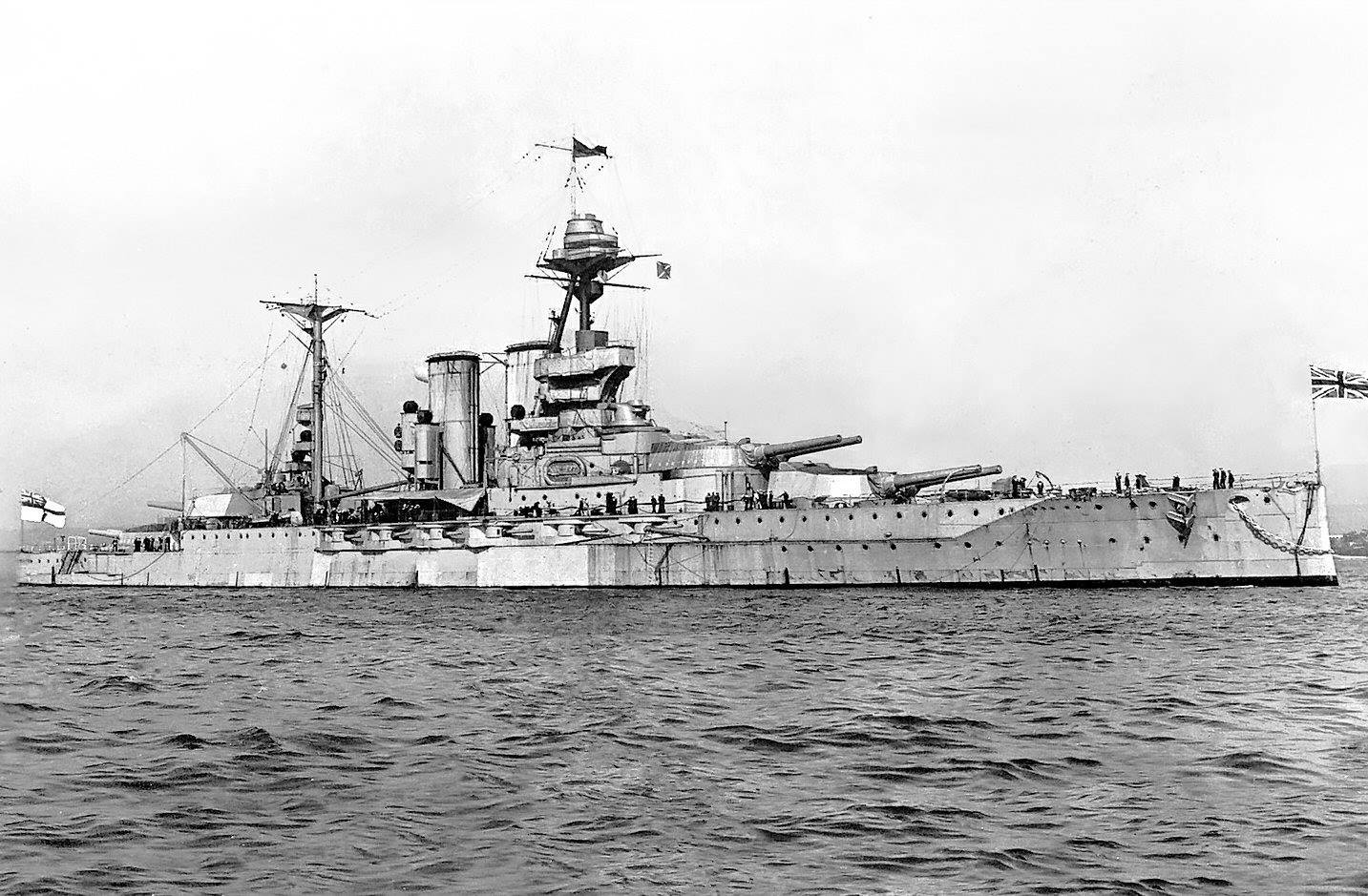
HMS Malaya

RN Giulio Cesare, dopo l'ammodernamento del 1935

RN Duilio

|            | Ammiraglio James Somerville Forza H: Gruppo 1 Portaerei: - HMS Ark Royal (ammiraglia di flotta ) Incrociatore da battaglia: - HMS Renown Nave da battaglia: - HMS Malaya Incrociatore leggero: - HMS Sheffield Gruppo 2 cacciatorpediniere della 13ª flottiglia: - Fury - Foresight - Foxhound - Fearless - Encounter - Jersey Gruppo 3 cacciatorpediniere della 13ª Flottiglia: - Duncan - Firedrake - Jupiter - Isis |              | Ammiraglio Angelo Iachino Squadra principale Nave da battaglia: - Giulio Cesare - Andrea Doria - Vittorio Veneto X squadriglia cacciatorpediniere: - Maestrale Capo Squadriglia - Libeccio - Grecale - Scirocco XIII squadriglia cacciatorpediniere: - Granatiere Capo Squadriglia - Fuciliere - Alpino III Divisione Incrociatori (ammiraglio Luigi Sansonetti) Incrociatori pesanti: - Trieste (ammiraglia di divisione ) - Trento - Bolzano XI Squadriglia Cacciatorpediniere - Corazziere Capo Squadriglia - Camicia Nera - Carabiniere |

## L'attacco alla città
Nel primo mattino del 9 febbraio sui cieli della città vennero avvistati alcuni aerei ricognitori; fino a quel momento Genova aveva subito tre incursioni aeree e una navale ed era stata posta in stato di allerta quarantasei volte e una ventina di volte in stato di pre-allarme. Quindi la presenza di aerei britannici atti ad azioni di ricognizione non era una novità per la popolazione, ma questa volta gli aerei non avrebbero scattato fotografie, bensì indirizzato il tiro delle artiglierie navali.
Alle 5 del mattino del 9 la Ark Royal, scortata dai cacciatorpediniere Duncan, Encounter e Isis, deviò verso levante, posizionandosi a 70 miglia dalla costa spezzina, per consentire a venti bombardieri Swordfish di raggiungere Livorno, Pisa e La Spezia; alle 07:19 il Gruppo 1 fu in vista di Portofino e alle 07:33 venne avvistato da un motoveliero che faceva parte della catena di avvistamento antiaereo, che riferisce di "quattro torpediniere italiane con rotta nord-ovest" al suo comando di Genova, il quale doveva essere a conoscenza della presenza di eventuali unità navali amiche in quelle acque, ma non riferì niente a Supermarina; nello stesso momento gli aerei della Ark Royal iniziarono il bombardamento di Livorno e La Spezia. Il comando marina di La Spezia riferì invece a Supermarina della presenza degli aerei imbarcati, che però "non sganciano bombe", e in effetti quelle lanciate erano mine magnetiche a deterrente dell'uscita della squadra da battaglia, che però era già in mare; la conseguente ipotesi logica fatta dal comando marina spezzino era la presenza di una portaerei. Nessun allarme venne dato alla squadra da battaglia.
Il resto della squadra - le corazzate Renown e Malaya, l'incrociatore Sheffield e i cacciatorpediniere Firedrake, Jupiter, Jersey, Fury, Foresight, Foxhound e Fearless - alle 7:50 ripiegò a ponente e prese a defilare a una ventina di chilometri dalla costa. Alle 08:01 la formazione britannica venne avvistata a 12 miglia dalla costa dal semaforo di Portofino, che trasmise l'informazione al comando marina di Genova, il quale solo alle 08:25 ne informò Supermarina, mentre per informare del bombardamento ci vollero le 08:37.
Alle 07:35 Genova venne posta in allarme, mentre tre aerei della Ark Royal si portavano sulla città per guidare il tiro dei grossi calibri. Alle ore 08:14 (l'orario dell'azione è qui riportato con l'ora italiana. Gli inglesi, a bordo, avevano l'orologio un'ora indietro e perciò l'operazione, per loro, iniziò alle 07:14) del 9 febbraio 1941 l'ammiraglio Somerville diede l'ordine di aprire il fuoco. Le navi britanniche del 1º gruppo della Forza H aprirono il fuoco da circa 19 km di distanza dalla città di Genova, sparando 273 colpi da 381 mm, 782 colpi da 152 mm, oltre a numerosi altri di minor calibro. La Renown fu la prima ad aprire il fuoco, cannoneggiando dapprima il Molo Principe Umberto e quindi i cantieri Ansaldo, spostando poi il tiro sulle rive del Polcevera, sparando in tutto 125 proietti calibro 381 e 450 calibro 114; la Malaya prese di mira i bacini di carenaggio e i bersagli nelle vicinanze, sparando in tutto 148 colpi da 381 mm; lo Sheffield sparò sulle installazioni industriali poste sulla riva sinistra del Polcevera in tutto 782 proiettili da 152 mm. Da terra risposero al fuoco, senza alcun risultato di rilievo a causa della nebbia, la batteria Mameli di Pegli con 14 colpi da 152/50, il treno armato T.A. 152/4/T?, di stanza a Voltri, con 23 colpi da 152/40, il pontone armato GM-269 con 10 colpi da 190/39 e il GM-194 che, a causa di un'avaria all'impianto elettrico, sparò solo 3 colpi da 381/40. L'attacco terminò dopo appena mezz'ora e la risposta delle difese costiere fu inefficace, con la portata dei loro calibri costieri insufficiente contro la potente gittata dei calibri delle navi britanniche.
Terminata l'azione, le navi britanniche virarono ed iniziarono tranquillamente il viaggio di rientro a Gibilterra. Alle 09:45 tutti gli aerei, tranne uno abbattuto nel cielo di Tirrenia, erano nuovamente sulla Ark Royal dopo aver bombardato Pisa e Livorno.

### I danni

Edificio del quartiere di piazza Colombo sventrato dal bombardamento navale britannico

Gli obiettivi iniziali del bombardamento furono i cantieri Ansaldo e le fabbriche che si trovavano sui due lati del torrente Polcevera, ma numerosi incendi e il relativo fumo costrinsero gli inglesi a spostare il tiro sul bacino commerciale; altri colpi raggiunsero poi la centrale elettrica e i bacini di carenaggio ed infine fu colpita la nave cisterna Sant'Andrea, che stava entrando in porto. Furono colpiti anche moltissimi edifici civili e storici, come la cattedrale di San Lorenzo - nella quale un proietto da 381 mm, dopo aver perforato due muri maestri, andò ad adagiarsi inesploso sul pavimento -, la chiesa della Maddalena, il Palazzo dell'Accademia ligustica di belle arti, l'ospedale Duchessa di Galliera - dove trovarono la morte 17 ricoverate -, alcuni palazzi all'inizio di via XX Settembre e l'Archivio di Stato. Una delle zone maggiormente colpite fu quella di piazza Colombo che, poco dopo, mutò il suo nome in "piazza 9 febbraio", per poi riprendere a guerra finita la vecchia denominazione.
Molti proiettili inglesi caddero in acqua (circa il 50%); dei 55 piroscafi che erano nel porto ne furono danneggiati da schegge 29, mentre ricevettero colpi diretti il piroscafo Salpi (due di cui uno da 381 mm) e il piroscafo Garibaldi, che si trovava in bacino di carenaggio, che invece riportò tre squarci nella parte prodiera della carena per effetto di un colpo esploso all'interno del bacino; il danno maggiore lo ebbe la nave scuola Garaventa, che affondò, mentre le due navi militari in quel momento in porto per riparazioni, la Duilio e il cacciatorpediniere Bersagliere, non furono colpite. Danni non gravi li subirono gli impianti industriali, ma riportarono danni maggiori i fabbricati civili, dove alla fine dell'attacco trovarono la morte 144 cittadini, mentre i feriti furono 272.
I danni materiali e sociali furono enormi; il Comune dovette provvedere ad alloggiare presso alberghi e pensioni circa 2.500 senzatetto, erogando vitto ed alloggio per 2.781.218 lire, aiuti in denaro per 955.289 lire, vestiti, scarpe, indumenti vari per 692.044 lire, articoli da cucina e masserizie per 315.374 lire, affitti per 77.765, mentre dalla "Cassetta del Podestà" vennero raccolte 1.472.649 lire, cui si aggiunse un milione di lire di contributo disposto dallo stesso Mussolini. Decine di abitazioni del centro storico furono vittima di crolli anche posteriori al bombardamento.

Punti di caduta osservati dei proiettili lanciati dalla Forza H durante il bombardamento di Genova

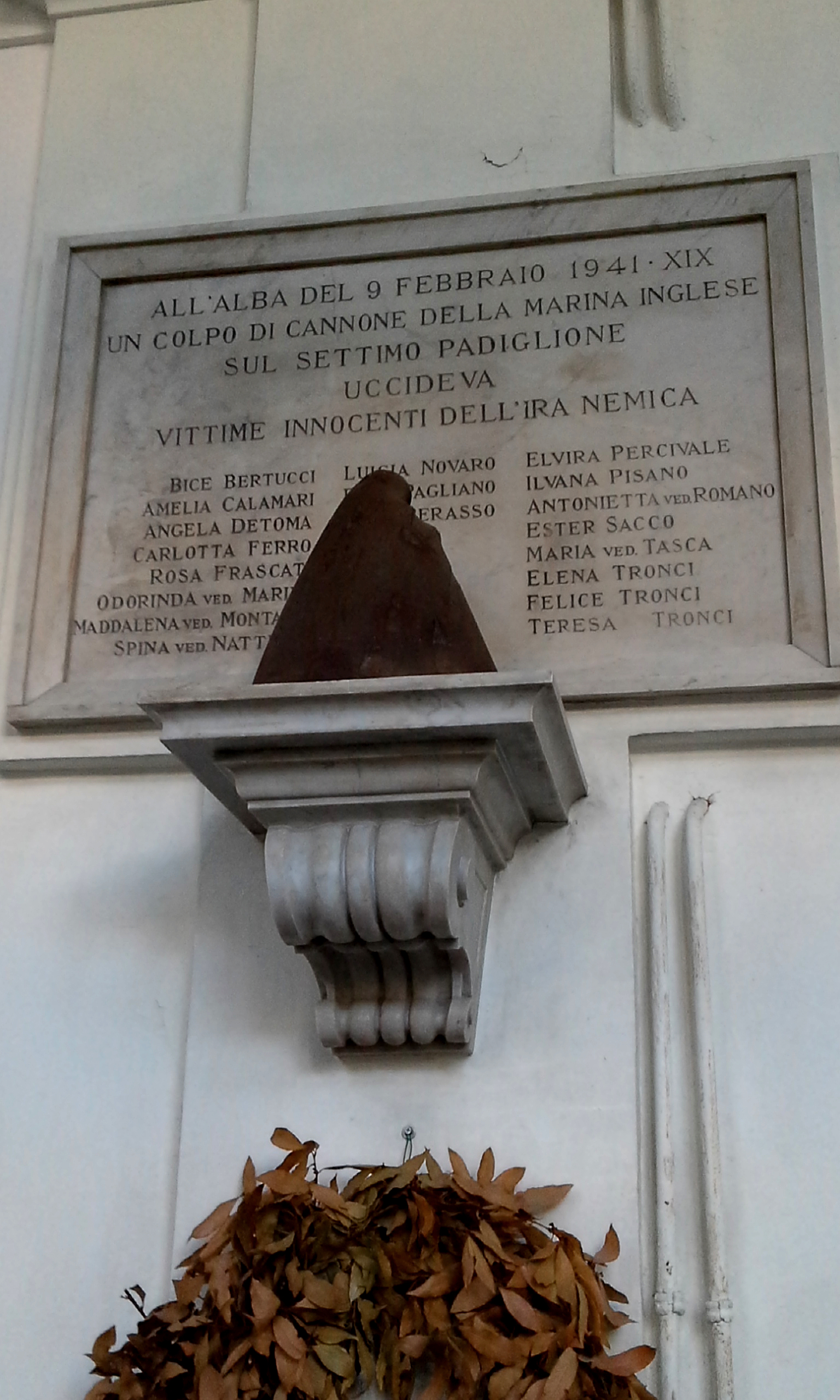
Targa commemorativa all'Ospedale Galliera con il cappuccio tagliavento (Ballistic Cap) quasi integro di un proietto da 381mm sparato dalla corazzata Malaya

### La tardiva reazione italiana
Né l'aeronautica né il sistema di difesa costiero riuscirono a contrastare l'attacco su Genova. Il comando marina di La Spezia, poi, tardò nel diramare il segnale di avvistamento della formazione nemica e le prime informazioni sul bombardamento ("Allarmi aerei con probabile provenienza dal largo su La Spezia e zona ligure") raggiunsero la squadra italiana in navigazione solo alle 09:50, quando essa si trovava all'appuntamento con la III divisione a ponente dell'Asinara. Iachino si trovava in questa posizione dato che, dapprima, prendendo un'iniziativa non suffragata dagli ordini ricevuti che indicavano di dirigere verso occidente, e giustificandosi con l'arrivo di un segnale che indicava "Il Tirzo è in allarme", da lui poi cambiato nei suoi scritti in "allarme aereo", invece di raggiungere con rotta ovest il 6º meridiano aveva diretto proprio a sud-est dell'Asinara, ritenendo che la flotta britannica si trovasse da quella parte.

La trasmissione risaliva ad un'ora addietro, ma la cifratura e decifratura del messaggio avevano fatto perdere agli italiani un vantaggio di una trentina di miglia nella direzione giusta a vantaggio della squadra britannica, anche se portava un'informazione fondamentale: c'era una portaerei in mare entro il raggio di azione degli aerei imbarcati da La Spezia e Livorno. Ciò nonostante, la portaerei non interruppe il silenzio radio e continuò in rotta a ponente. Un nuovo messaggio di Supermarina alle 09:37, decifrato alle 09:50, informò Iachino che 
Nessuna indicazione venne data sulla possibile rotta di fuga della squadra britannica. L'ammiraglio Iachino, appena operato il congiungimento, diresse subito verso nord, a tutta velocità, per tagliare la strada al nemico, ma il contatto tra le due squadre navali, anche a causa delle condizioni di visibilità molto variabili e complicato dall'avvistamento nei dintorni di Minorca di una flotta di piroscafi francesi, non avvenne. Verso le 14:30 le due squadre navali passarono di nuovo ad una trentina di miglia senza vedersi, quella inglese con rotta ovest-sud-est e quella italiana diretta a nord-nord-est, dove avrebbe dovuto trovarsi la Forza H. Questa errata segnalazione impedì l'incontro e la seguente battaglia navale; mancò comunque anche e soprattutto l'appoggio della Regia Aeronautica che, data la vicinanza delle basi, avrebbe dovuto intervenire massicciamente.
Un idroricognitore rilevò la squadra britannica verso le ore 12, ma venne abbattuto prima di poter lanciare il segnale di scoperta; due aerei Fiat B.R.20 del 43º Stormo avvistarono la formazione navale alle 12:20, attaccandola con le bombe senza esito, ma fecero rapporto di avvistamento solo al loro rientro alla base e la notizia venne diramata solo alle 15:30. Altri due ricognitori italiani vennero abbattuti dagli aerei della portaerei britannica; nonostante questo, i 60 ricognitori e i 107 bombardieri italo-tedeschi utilizzati dalle potenze dell'Asse nel golfo di Genova e nel tratto di mare tra la Corsica e la costa francese all'altezza di Tolone quel 9 febbraio, durante l'intera giornata comunicarono solo quattro avvistamenti, per di più sbagliati. Vi fu quindi una grande massa di velivoli che polarizzarono la loro attenzione nelle acque in cui si trovava la Forza H, ma, incredibilmente, si ebbero sulla stessa soltanto quattro avvistamenti da parte di nove bombardieri B.R.20 del 43º Stormo, due dei quali attaccarono, mentre gli altri sette ritennero che le navi britanniche, avvistate in tre occasioni, fossero italiane.
In una relazione gli errori di avvistamento degli equipaggi dei nove bombardieri B.R.20 furono giustificati dal comandante del 43º Stormo, colonnello Questa, come segue:
Il tenente colonnello De Vittembeschi [comandante del 98° Gruppo Bombardieri], avendo invece distintamente scorto in mezzo alla formazione navale la nave portaerei ha attaccato secondo le modalità ricevute. Dopo che le varie pattuglie hanno avvistato la formazione navale nella stessa zona di mare, considerando che nessun contatto balistico è avvenuto tra la flotta nazionale e nemica, si può senz’altro ritenere che le formazioni aeree abbiano avvistato la stessa formazione navale, formazione che, se non fosse stata rilevata dalla portaerei, sarebbe stata ritenuta nazionale anche dalla pattuglia che ha attaccato.»
(Archivio Ufficio Storico Aeronautica, "Relazioni Operative Belliche della 1^ Squadra Aerea, Mod.AC.2", febbraio 1941.)
Iachino, nel frattempo, assunse rotta per 330° alle 12:44 che, vista la sua posizione attuale, portava la squadra da battaglia italiana in direzione di Tolone, proprio in rotta convergente con la squadra britannica; alle 13 però un nuovo messaggio di Supermarina lo avvertì che era stata avvistata una squadra nemica a nord-ovest di Capo Corso e la squadra italiana invertì la rotta con velocità 24 nodi per intercettarla. Alle 15:38 dall'incrociatore Trieste venne avvistato il supposto nemico, ma dieci minuti dopo le navi vennero identificate come un convoglio di sette mercantili francesi, la cui presenza in area era stata debitamente notificata agli italiani in ossequio alle condizioni armistiziali. A quel punto la flotta britannica era già lontana e verrà fatta oggetto di una inutile ricerca fino alle 09:07 del giorno 10, quando alla squadra italiana venne dato l'ordine di rientro per Napoli, in quanto a La Spezia erano ancora in corso le operazioni di bonifica dalle mine navali britanniche. Il convoglio francese fu oggetto anche di attacchi aerei italiani, senza alcun esito, e lo stesso accadde ai MAS 510 e 525, scambiati dagli S.M.79 dell'8º Stormo bombardieri per incrociatori nemici; anche la Luftwaffe, appena arrivata in Sardegna, non riuscì a trovare traccia delle navi alleate, nonostante le operazioni di ricerca effettuate.

## Le conseguenze

Danni provocati dai grossi calibri inglesi nel centro storico di Genova

La principessa Maria Josè in divisa da crocerossina in visita ai quartieri di Genova bombardati

Gli inglesi attribuirono il successo dell'operazione Grog alla cura meticolosa con cui avevano preparato l'azione, oltre alla loro preparazione, ma è indubbio che a loro favore giocò tutta una serie di circostanze favorevoli. Sebbene i risultati militari fossero scarsi, il bombardamento influì in maniera rilevante sul morale della popolazione genovese, ma non solo. Fu dal punto di vista politico che l'operazione Grog ebbe il maggior successo, ottenendo quello che probabilmente era il suo scopo principale: fare pressione sul generalissimo Franco, che si sarebbe dovuto incontrare con Mussolini a Bordighera tre giorni dopo, sulla inopportuna scelta di mettersi contro la Gran Bretagna. In seguito al rifiuto del dittatore spagnolo di schierarsi a fianco dell'Asse, dovette essere sospesa la progettata operazione Felix, con la quale i tedeschi volevano occupare Gibilterra.
I fatti vennero descritti dalle parti nei rispettivi bollettini di guerra; quello italiano recitava:
(Bollettino di guerra italiano n. 248 di martedì 11 febbraio 1941)
Questa fu la narrazione finale del bollettino intitolato "Il popolo di Genova all'ordine del giorno della Nazione", cui fecero coro nei giorni a seguire numerosi titoli propagandistici dei quotidiani. In ogni caso il bombardamento di Genova destò enorme impressione in tutta la nazione, soprattutto dopo aver appreso che l'azione non era costata al nemico la benché minima perdita.
Ben più lungo il bollettino britannico:
(Bollettino di guerra britannico n. 513 del 9 febbraio 1941, ore 23:15)
Sette giorni dopo, nella chiesa di San Siro venne officiata una messa in suffragio delle vittime, alla quale furano presenti tutte le maggiori autorità cittadine ed un'enorme folla che impegnò non poco i responsabili dell'ordine pubblico. Il 18 febbraio, con un treno speciale proveniente da Firenze, arrivò a Genova la principessa Maria José in divisa da crocerossina. Dopo una breve sosta a Palazzo Reale, si recò a visitare i feriti presso gli ospedali cittadini e le zone maggiormente colpite, ma si racconta che nel corso della sua visita la principessa di Piemonte trovò soprattutto visi chiusi e ostili tra gli ospedali e nelle strade, segno che la popolazione genovese iniziava a provare risentimento verso la guerra, nonostante le ondate propagandistiche di giornali e radio che si riversarono sulla città nei giorni a seguire.
Gravi furono anche le conseguenze in seno alla Regia Marina, in quanto le prime accuse vennero formulate verso Iachino al momento stesso del rientro in porto la mattina dell'11, quando l'ammiraglio Riccardi chiese in una conversazione telefonica del perché Iachino non fosse riuscito ad intercettare la squadra britannica; immediatamente questi rispose che si era mosso sulla base degli ordini e delle informazioni inoltrate da Supermarina, ribaltando quindi la direzione delle accuse ed annunciando un dettagliato rapporto al più presto. La relazione arrivò nella mattina del 13, con espressioni come

Contestò inoltre come sulla base di questi ritardi almeno un'ora e mezzo fosse stata persa con la squadra da battaglia sulla rotta sbagliata e che due aerei imbarcati (che sulle navi italiane non erano recuperabili, ma che si dovevano dirigere verso uno scalo amico a missione conclusa) fossero stati lanciati nella direzione sbagliata. La conclusione era che 
Poiché Riccardi non poteva ribattere in alcun modo, assolse formalmente e per iscritto Iachino da ogni accusa, riconoscendo che «l'operazione è stata condotta con giusti criteri e sulla base di un razionale apprezzamento della situazione desunto dalle notizie possedute».
Ad una successiva richiesta dello Stato Maggiore Generale, presieduto all'epoca da Ugo Cavallero, inoltrata il 13, che recitava « [...] si sono verificati inconvenienti nel tempestivo riconoscimento delle unità avversarie. Necessita approfondire cause e responsabilità. Mi sarà gradito conoscere provvedimenti adottati», Riccardi dovette rispondere addebitando la causa a condizioni meteo negative (inesistenti), alcuni inconvenienti nella catena di avvistamento e nella coordinazione tra aeronautica e marina", di fatto evitando la ricerca di colpevoli in una versione di comodo che venne accettata, dapprima da Cavallero e poi dallo stesso Mussolini in un incontro con Riccardi e Iachino nel quale, come ammesso dallo stesso Riccardi con il suo sottoposto, Mussolini «era stato preparato a dovere». Di conseguenza nessun provvedimento venne preso per migliorare la cooperazione tra le due armi e questo ebbe un peso negli eventi successivi, a cominciare dai fatti che portarono alla battaglia di Capo Matapan.

## Il proietto nella cattedrale di San Lorenzo

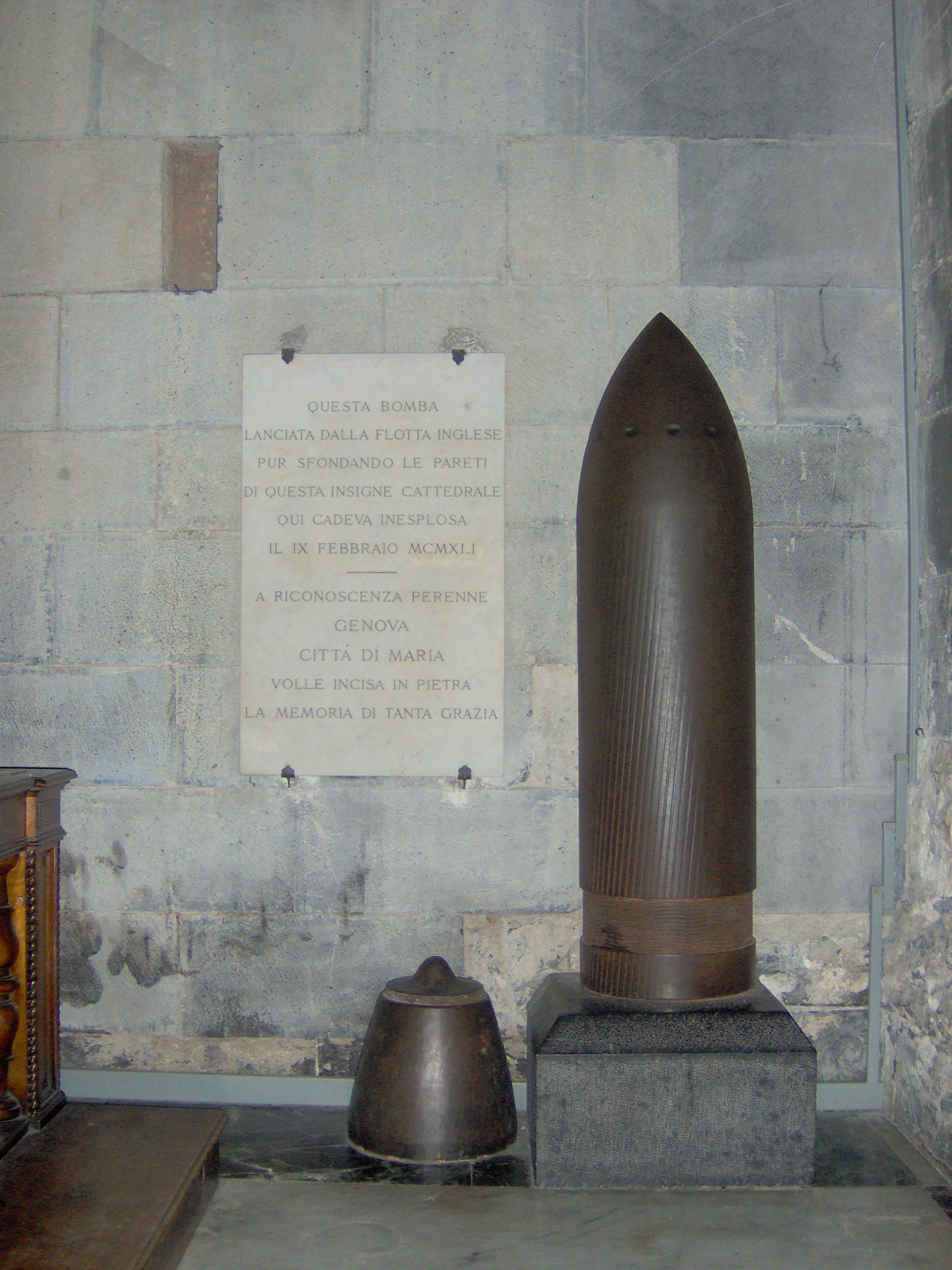
La lapide, il proietto Common Pointed Capped ERON inviato da Navalarmi e, posizionato a terra, un cappuccio balistico (Penetrative Cap) appartenuto a un proietto Armour Piercing Capped ECLON

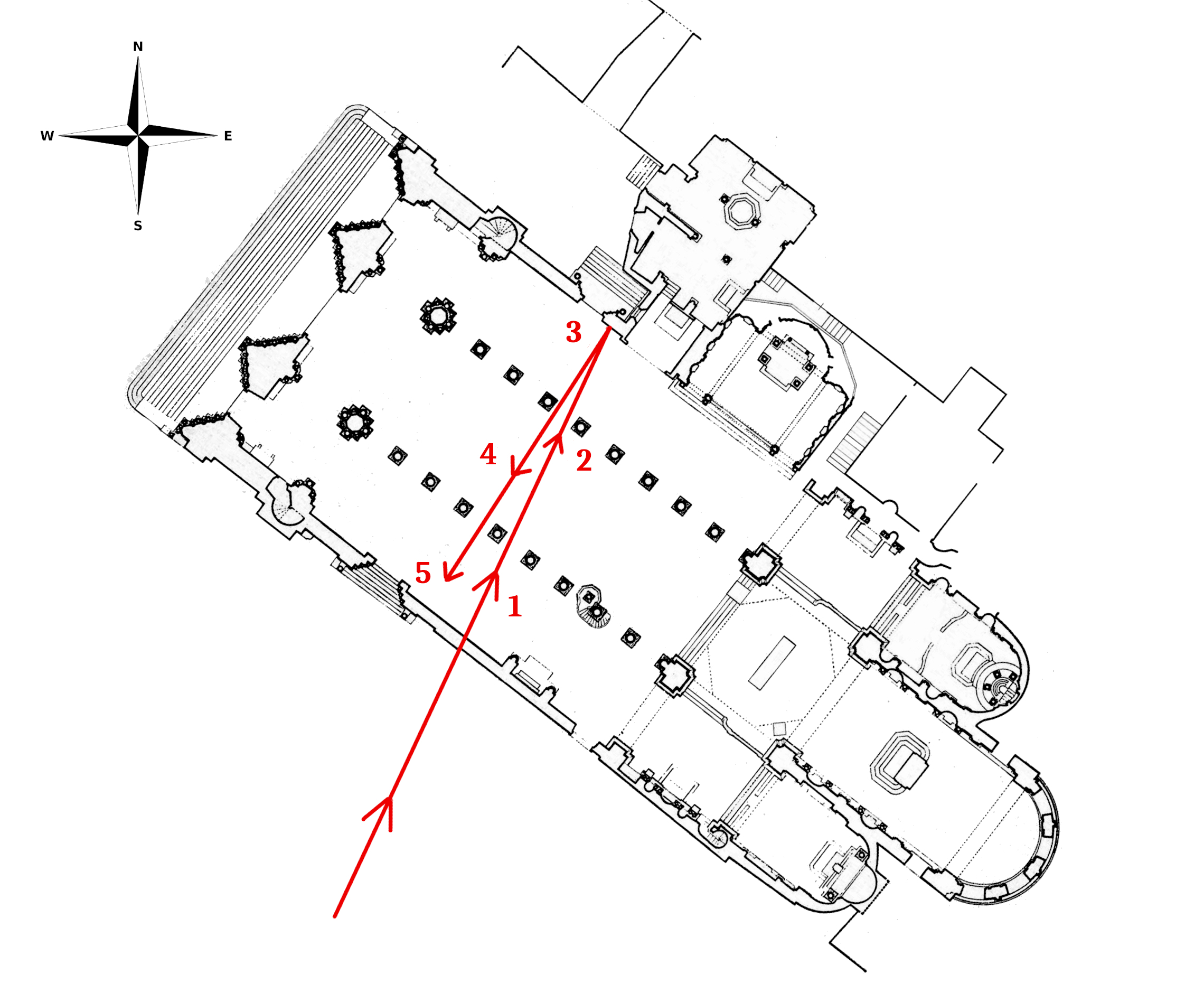
La traiettoria del proietto.
1) Foro d'entrata nel tetto e nella volta della navata destra, con breccia nel muro portante destro della navata centrale.
2) Crollo di un arco del matroneo fra la navata centrale e la navata sinistra.
3) Il proietto colpisce la parete settentrionale della navata sinistra, rimbalza e cade a terra.
4) Rotolamento dei proietto attraverso la navata centrale.
5) Punto di arresto del proietto.

La cattedrale di San Lorenzo venne colpita il 9 febbraio da un proietto perforante inglese da 381 mm sparato dalla corazzata HMS Malaya, che in quel momento si trovava in navigazione a sud-ovest di Genova con rotta da est verso ovest. I danni risultanti da tale colpo, secondo una relazione del giorno seguente stilata dal soprintendente ai monumenti Carlo Ceschi, consistettero in un «foro d'entrata nel tetto e nella volta della navata destra, in una considerevole breccia nel muro portante destro della navata centrale, al di sopra degli archi dei matronei, e nella caduta di un arco del matroneo di sinistra». Il proietto, poi, urtò contro la parete interna settentrionale ma, avendo ormai esaurito gran parte della sua forza cinetica, non riuscì a sfondarla, cadde a terra e rotolò attraverso la navata centrale fino a fermarsi nella navata di destra senza esplodere.
Le navi inglesi che bombardarono Genova avevano una dotazione di colpi da 381 mm ripartita in proietti APC (Armour Piercing Capped, dotati di cappuccio tagliavento e di cappuccio balistico sottostante), proietti CPC (Common Pointed Capped, dotati di solo cappuccio tagliavento) e proietti HE (High Explosive, altamente esplosivi), ma nell'azione vennero utilizzati solamente i primi due tipi perché lo scopo principale della Royal Navy era colpire le corazzate italiane Duilio, Giulio Cesare e Littorio, che i servizi segreti britannici credevano fossero in porto, o ingaggiare un'eventuale battaglia navale contro formazioni della Regia Marina in alto mare. I proietti utilizzati per bombardare la città erano stati forniti dalla Hadfield's Foundry di Sheffield, che li produceva con il nome commerciale ECLON (per gli Armour Piercing Capped) ed ERON (per i Common Pointed Capped), entrambi caricati con polvere nera, ed erano stati imbarcati a Malta, dove si trovavano stoccati dal 1915 per la campagna di Gallipoli. Il modello ECLON era lungo 142 centimetri, quindi 20 centimetri più corto rispetto al modello ERON, che era lungo 162 centimetri. Quest'ultimo terminò di essere prodotto intorno al 1920 e restò a disposizione delle autorità militari fino a esaurimento delle scorte.
La mancata detonazione del proietto in San Lorenzo venne vista come un segno miracoloso dalla popolazione e fu sfruttata dalla propaganda, ma l'alta percentuale di colpi inesplosi, fra cui proprio quello che centrò la cattedrale, era dovuta sia alla vetustà dei proietti (prodotti decenni prima e caricati con obsoleta polvere nera invece di moderna shellite), sia al fatto che tale tipologia di munizioni, utilizzate dalla Royal Navy principalmente contro navi da battaglia dotate di pareti d'acciaio corazzate spesse decine di centimetri, risultavano inefficaci contro strutture edilizie terrestri "morbide", le quali venivano facilmente trapassate senza riuscire a innescare la spoletta per l'esplosione.
In base alle fotografie scattate nei giorni immediatamente successivi al bombardamento, il proietto che trapassò i muri della cattedrale era un Armour Piercing Capped ECLON. Su tale proietto circolarono poi, per molti anni, alcune notizie false, supportate anche da una lapide contenente informazioni errate posta all'interno della cattedrale stessa. Nella navata di destra, infatti, è presente la seguente iscrizione:
In realtà, il proietto che colpì la cattedrale venne rimosso e scaricato in mare. Un telegramma del 17 febbraio 1941 del questore di Genova al prefetto della stessa città, infatti, indicava: «Proiettile rimosso da Duomo S.Lorenzo caricato su chiatta è stato rimorchiato dalla Diga Foranea di Molo Galliera ove sarà vigilato a cura autorità militare che ha provveduto rimozione in attesa che condizioni mare ne consentano trasporto ed affondamento in mare aperto».
Il giorno dopo, 18 febbraio, sul quotidiano Il Secolo XIX venne pubblicata la notizia: «Ieri, sotto la direzione delle autorità militari preposte alla difficile e pericolosa operazione, è stato rimosso da S.Lorenzo il proiettile rimastovi inesploso la mattina del 9. A mezzo di una grue costruita appositamente da artiglieri e da operai specializzati nell'interno del Duomo, il proiettile, a cui era stata tolta la spoletta, è stato sollevato e caricato su un carrello con le ruote di gomma, quindi trasportato fuori della Chiesa, dove, a mezzi della grue dei Vigili del Fuoco, è stato susseguentemente trasbordato sopra un autocarro che si è poi diretto al mare. Il micidiale ordigno è stato poi caricato su una chiatta e trasportato al largo, dove è stato gettato in mare. La difficoltosa operazione è costata cinque ore di lavoro».
Il 31 luglio dello stesso anno, un telegramma dell'Ufficio Tecnico Armi Navali, inviato al prefetto di Genova e classificato come Segreto, informava che: «Giusta gli ordini dell'Altezza Reale il Duca di Spoleto è stata spedita a questo Navalarmi una granata perforante inglese scarica da 381 ricuperata a suo tempo in questa sede. Tale granata deve essere consegnata all'Eccellenza il Prefetto affinché ne faccia a sua volta la consegna al parroco della chiesa di San Lorenzo. Poiché la granata è attualmente in possesso di questo Navalarmi si prega voler comunicare le modalità della consegna».
Le autorità militari e religiose italiane dunque decisero, a scopo propagandistico, di posizionare all'interno della chiesa un proietto inglese - per altro di tipo diverso da quello che colpì l'edificio il 9 febbraio - spacciandolo per quello originale, probabilmente confidando che la popolazione avesse dimenticato che l'originale era stato smaltito in mare aperto. Il telegramma che annunciava l'arrivo del proietto da Navalarmi imponeva il segreto sull'operazione proprio perché un proietto non originale non sarebbe stato testimone del "miracolo" e, quindi, non avrebbe avuto lo stesso valore psicologico. Falsa è anche la storia secondo la quale i proietti, anziché prodotti dalla Hadfield's Foundry di Sheffield, sarebbero stati realizzati dalla Ansaldo e venduti agli inglesi prima della guerra.

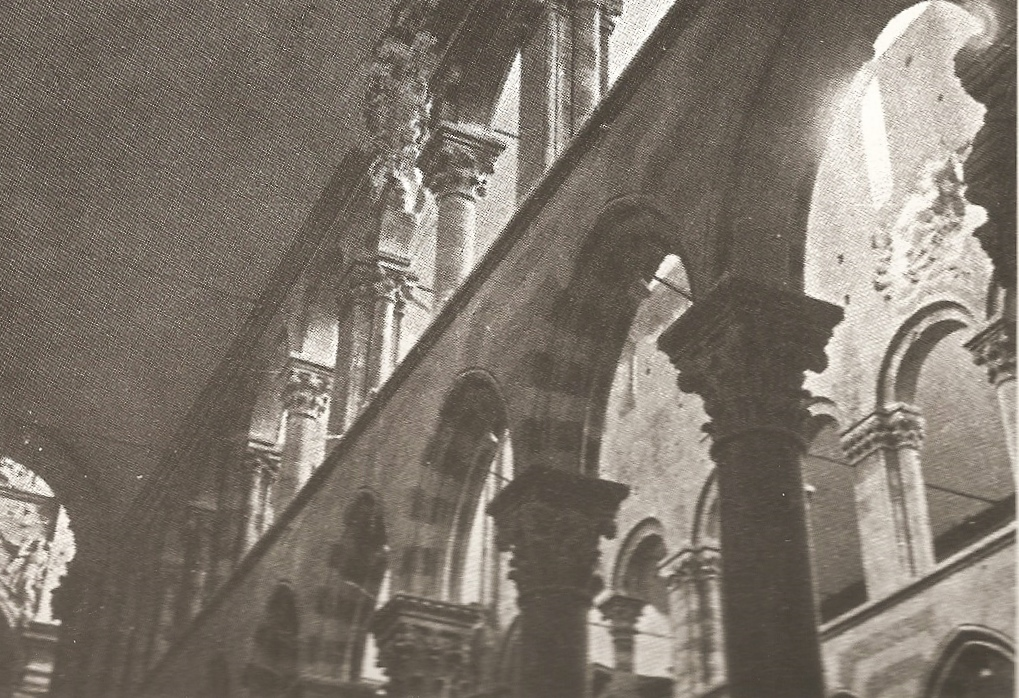
I danni provocati all'interno della cattedrale dal proietto inglese.
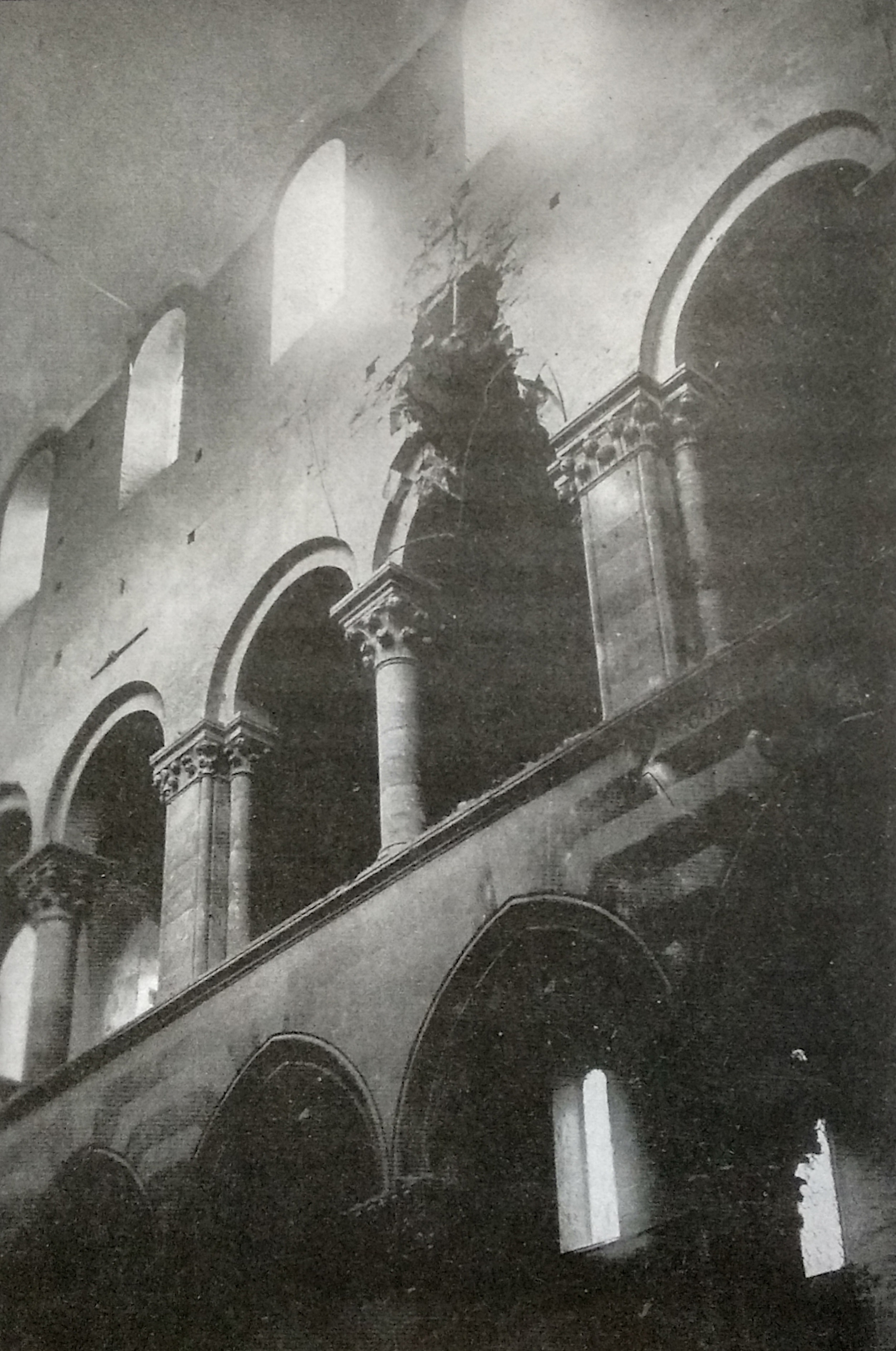
Altra immagine dei danni provocati all'interno della cattedrale dal proietto inglese.
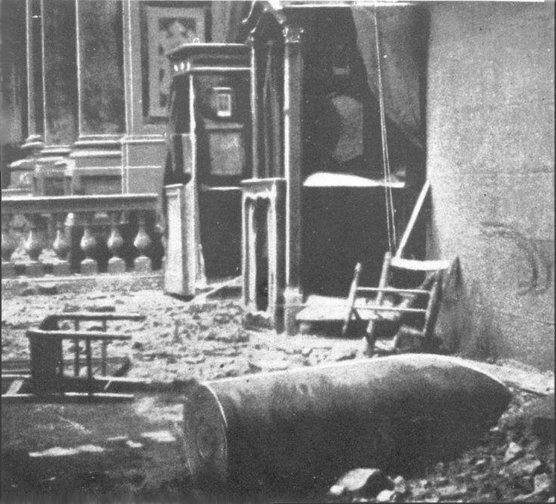
Il proietto originale Armour Piercing Capped ECLON che colpì la cattedrale.
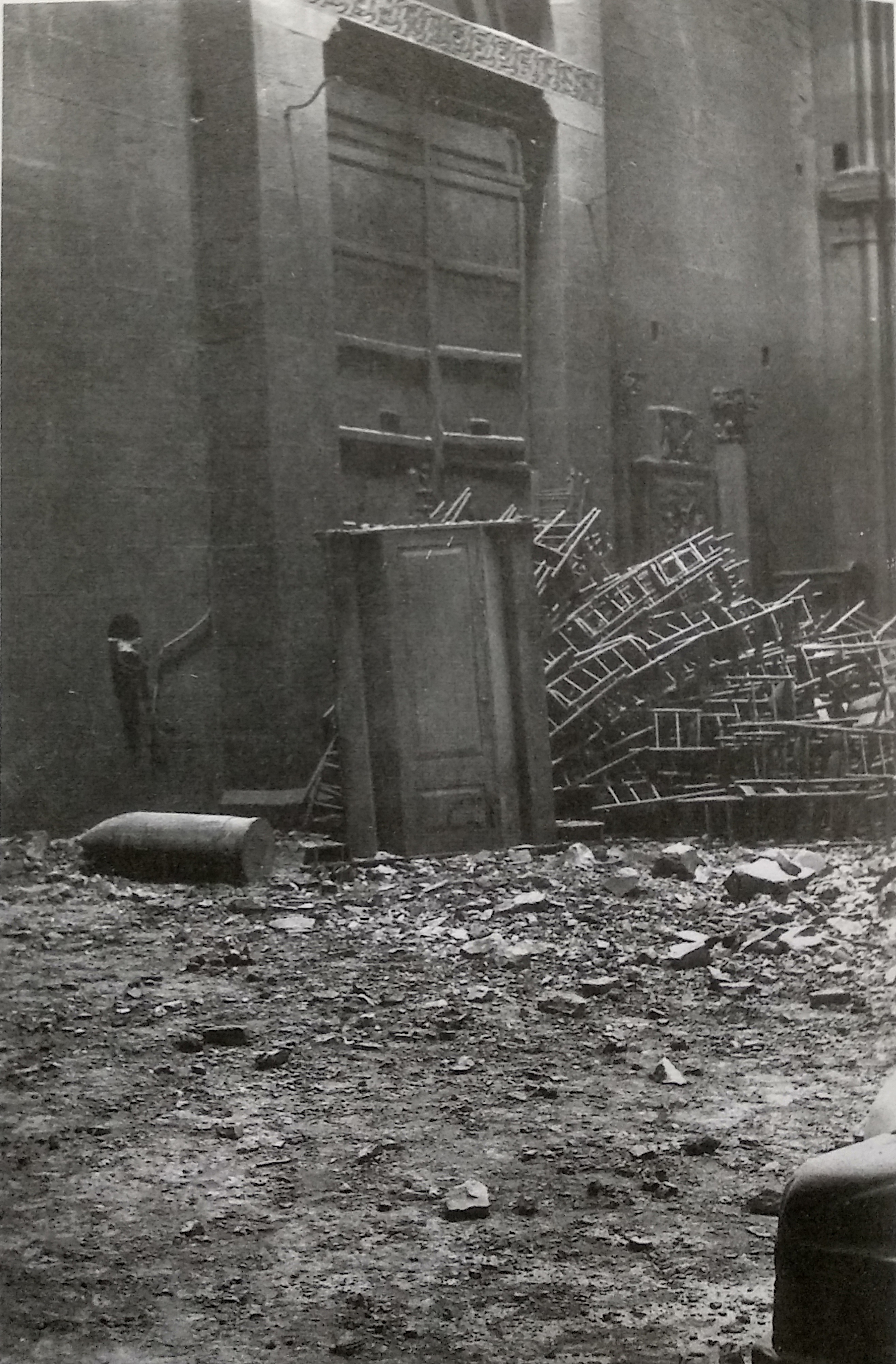
Altra immagine del proietto originale Armour Piercing Capped ECLON che colpì la cattedrale.
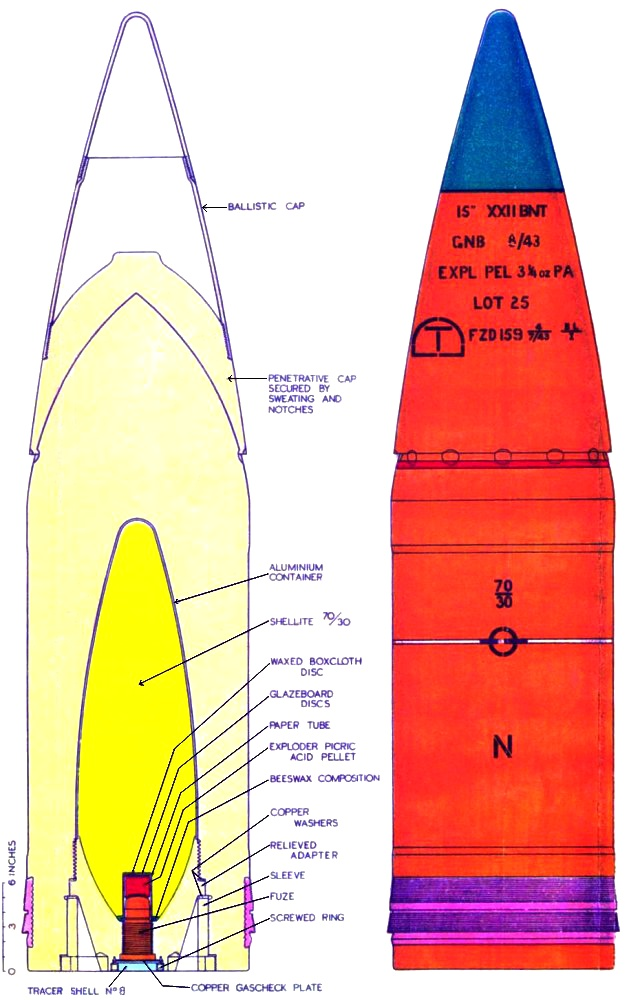
Schema costruttivo di un proietto Armour Piercing Capped ECLON, dotato di cappuccio tagliavento (chiamato Ballistic Cap nel disegno) e di cappuccio balistico sottostante (chiamato Penetrative Cap).